# Pheroliodes springthorpei
Pheroliodes springthorpei är en kvalsterart som beskrevs av Hunt 1996. Pheroliodes springthorpei ingår i släktet Pheroliodes och familjen Pheroliodidae. Inga underarter finns listade i Catalogue of Life.